# 青衣自然徑

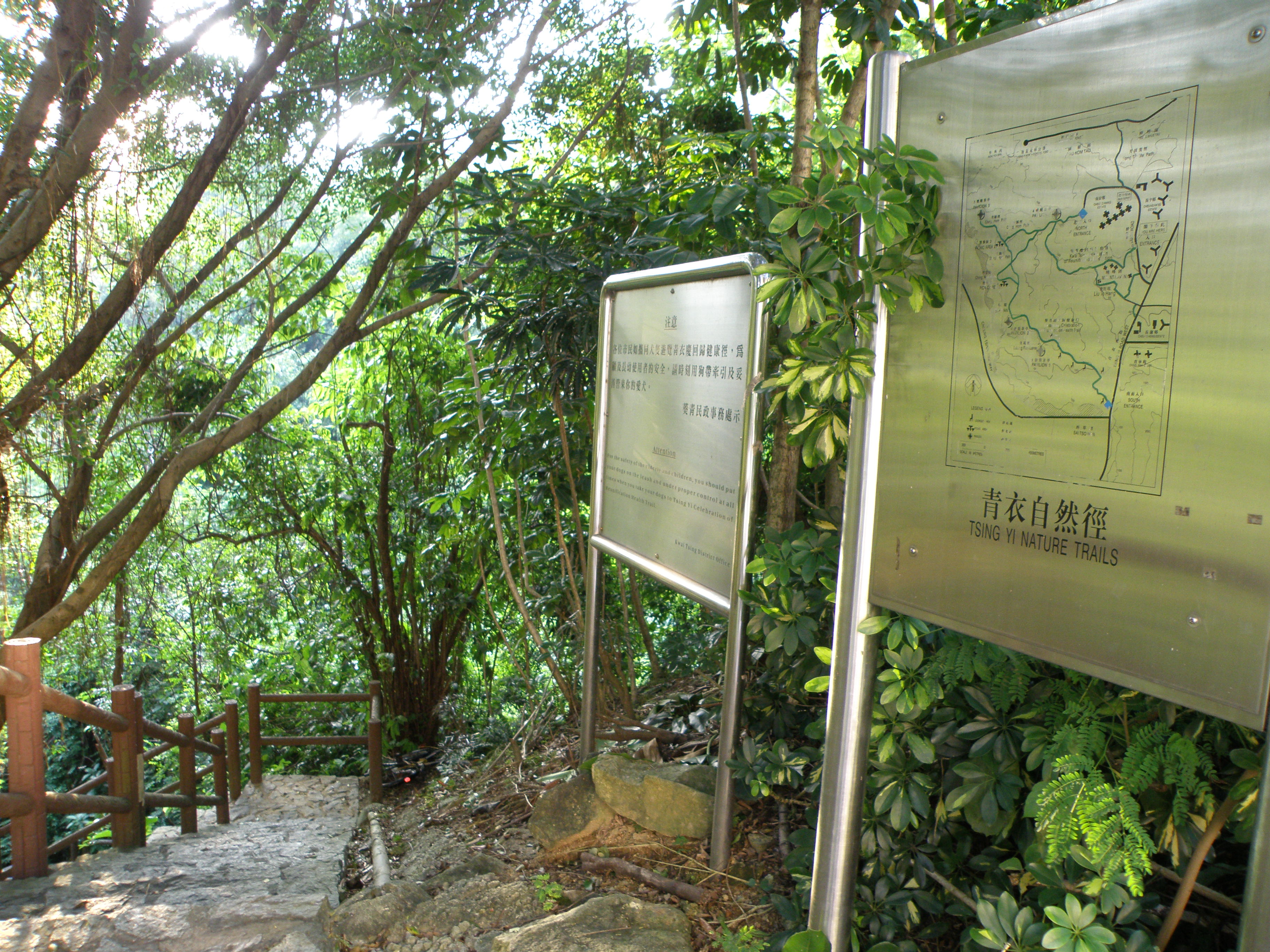
青衣自然徑長亨邨出入口

青衣自然徑（又稱青衣回歸紀念徑或葵青回歸健康徑）是香港的一條位於市區的郊遊路徑，位於新界青衣島，長3.5公里。在該自然徑的最高點能夠遠眺青衣市中心、藍巴勒海峽、馬灣海峽、青馬大橋及汀九橋的景色。這條路徑又被稱為青衣自然教育徑，惟此路徑並非漁農自然護理署管轄，故此上述稱呼不恰當及存有誤導成分。
青衣自然徑起點設於青衣西路近長青公路口，沿途共有4個紀念亭。終點位於長宏邨。